# 3 Karpacki Batalion Łączności
3 Karpacki Batalion Łączności (3 Kbł) – pododdział Wojsk Łączności Polskich Sił Zbrojnych.

## Formowanie i zmiany organizacyjne
Karpacki batalion łączności powstał na Środkowym Wschodzie 3 maja 1942 roku. Jego trzon organizacyjny stanowił Karpacki Oddział Łączności Samodzielnej Brygady Strzelców Karpackich, który walczył na Pustyni Zachodniej w Afryce Północnej w latach 1941-1942. Brał udział w obronie Tobruku. W maju i czerwcu 1942 został uzupełniony żołnierzami z I ewakuacji Polskich Sił Zbrojnych w ZSRR. Batalion wszedł w skład Dywizji Strzelców Karpackich. Po sformowaniu prowadzono w pierwszym okresie istnienia działania mające poprawić stan zdrowotny żołnierzy pochodzących z oddziałów ewakuowanych z ZSRR. Następnie po przeszkoleniu podstawowym nowo przybyłych żołnierzy, był poddany intensywnemu szkoleniu specjalistycznemu na sprzęcie brytyjskim, przy pomocy instruktorów łączności z dawnej Samodzielnej Brygady Strzelców Karpackich. We wrześniu i październiku 1942 roku batalion został dyslokowany z Palestyny do Iraku, gdzie wraz z macierzysta 3 DSK przebywał w Kizil Rabit i wszedł w skład Armii Polskiej na Wschodzie. 11 listopada do nazwy „Karpacki” dodano cyfrę „3”. Prowadzono dalsze szkolenie i uzupełniano stan osobowy o żołnierzy przydzielonych do batalionu z II ewakuacji PSZ w ZSRR. We wrześniu 1943 r. 3 Karpacki batalion łączności został wraz z macierzysta dywizją przetransportowany ponownie do Palestyny. W listopadzie 1943 przewieziony został do Egiptu do obozu wojskowego w Quassasin. Skąd po ostatecznym uzupełnieniu stanu osobowego, wyposażenia i sprzętu w połowie grudnia 1943 przewieziono go drogą morską do południowych Włoch.

## Działania bojowe
Na front nad rzekę Sangro batalion przybył wraz z 3 DSK w pierwszych dniach lutego 1944 r. Następnie po odpoczynku, od 25 kwietnia został dyslokowany plutonami i kompaniami w rejon Monte Cassino. Organizował sieć połączeń telefonicznych pomiędzy wysuniętymi punktami dowodzenia dowódcy 3 DSK, a punktem dowodzenia 1 i 2 Brygady Strzelców Karpackich, pułkami artylerii dywizyjnej oraz z bazami zaopatrzenia i sanitarnymi. Od chwili natarcia uruchomiono sieć radiową, na szczeblach niższych batalion-kompanie. W użyciu byli również gońcy motocyklowi, pomiędzy stanowiskami dowodzenia dywizji i podległych im służbami tyłowymi. Do dublowania łączników i w sytuacjach bojowych użyto 150 lotów, w tym 40 lotów w warunkach bojowych gołębi pocztowych wypożyczonych z gołębnika armii Stanów Zjednoczonych. W 3 Karpackim batalionie łączności w okresie bitwy poległo 3 żołnierzy, 6 ciężko rannych i 5 lekko rannych żołnierzy. W plutonach łączności batalionów strzeleckich poległo 10 łącznościowców, 31 zostało ciężko rannych, a 15 lekko rannych.   

## Obsada dowódcza batalionu
Dowództwo: (stan na 1 V 1944)
- Dowódca batalionu – mjr Henryk Niedziałkowski
- Zastępca dowódcy batalionu – kpt. Władysław Grott
- Adiutant batalionu – kpt. Stanisław Szymański
- Oficer kontroli ruchu łączności – ppor. Jerzy Żmijewski
- Dowódca kompanii dowodzenia (parkowej) – ppor. Czesław Żakowski
- Dowódca 1 kompanii łączności  – kpt. Władysław Grott
- Dowódca 2 kompanii łączności – por. inż. Stanisław Michałowicz
- Dowódca 3 kompanii łączności – kpt. Władysław Leonard